# Aero International
Aero International ist der Titel eines monatlich erscheinenden deutschsprachigen Magazins, das sich mit der Zivilluftfahrt befasst.
Das Magazin wurde 1993 gegründet und erschien zunächst im Münchner AJV Verlag, ab 1996 dann im Top Special Verlag, einer Tochter der Axel Springer AG, und wird heute vom Hamburger Jahr Top Special Verlag herausgegeben. Chefredakteur war von 1998 bis 2015 Dietmar Plath. 2015 wechselte er in die Rolle des Herausgebers, Chefredakteur ist seitdem Thomas Borchert.
Zur Ausgabe im Oktober 2011 wurde das Design der Hefte geändert.